# UPCN Vóley Club

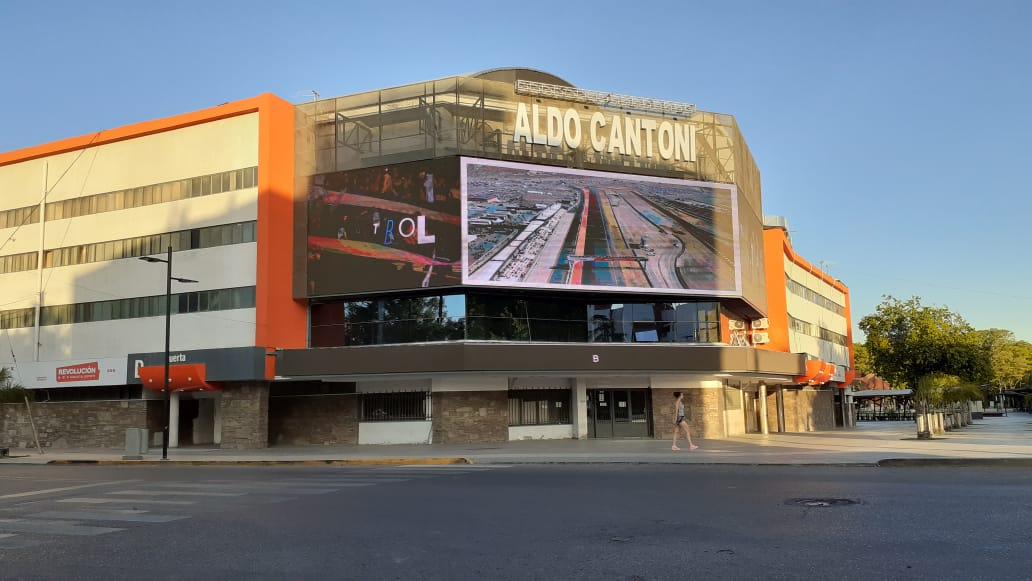
Hala widowiskowa Aldo Cantoni zawodników UPCN Vóley Club od zewnątrz

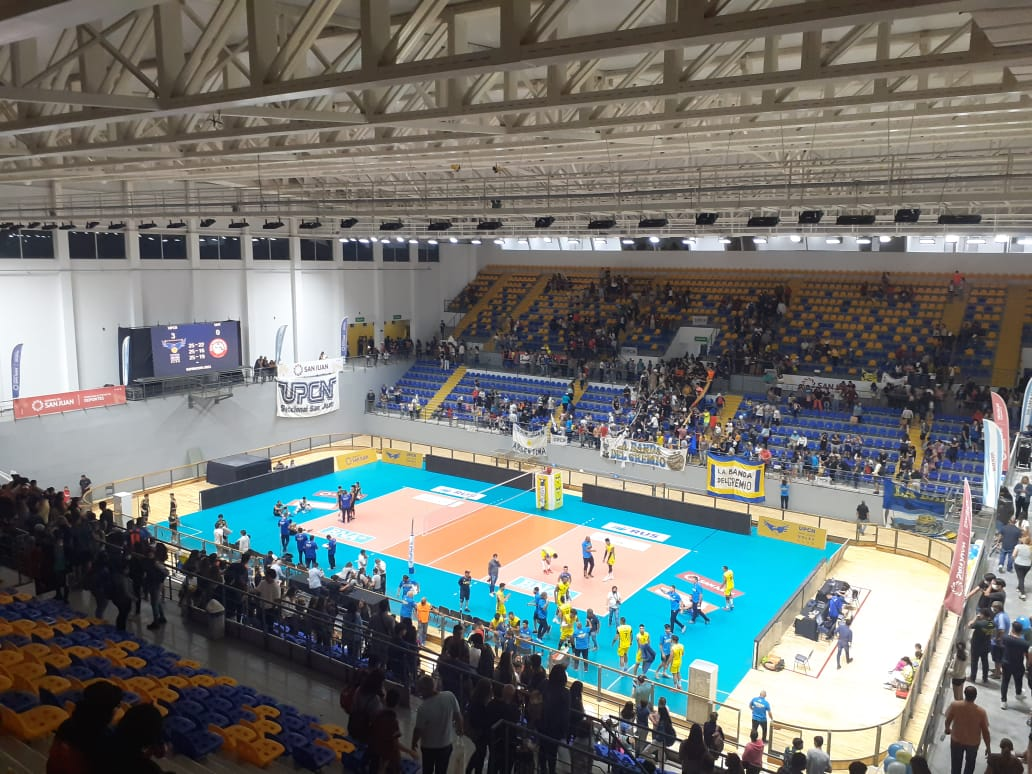
Hala widowiskowa Aldo Cantoni zawodników UPCN Vóley Club od wewnątrz

UPCN Vóley Club – argentyński męski klub siatkarski z siedzibą w San Juan.
Drużyna powstała w 2007 roku, pod nazwą Escuela de Voley. W swoim debiutanckim sezonie 2007/2008 klub zajął 10. miejsce. W następnym roku ukończył sezon na najniższym stopniu podium, gdzie został wyeliminowany w półfinale play-off. W 2010 roku drużyna została pokonana w finale zarówno w lidze i Pucharze przez drużynę z Buenos Aires - Ciudad de Bolivar. 

## Sukcesy
Mistrzostwo Argentyny:
- 2011, 2012, 2013, 2014, 2015, 2016, 2018, 2021, 2022[1]
- 2010, 2017, 2023[2]
- 2009, 2019

Puchar Mistrza:
- 2010, 2011, 2013, 2014, 2016, 2017, 2022[3]

Klubowe Mistrzostwa Ameryki Południowej:
- 2013, 2015
- 2011, 2012, 2014, 2019, 2020
- 2010, 2016, 2017

Puchar ACLAV:
- 2012, 2013, 2015, 2019

Klubowe Mistrzostwa Świata:
- 2014, 2015

## Polacy w klubie
| Lata gry  | Imię i nazwisko  |
| --------- | ---------------- |
| 2017-2019 | Zbigniew Bartman |

## Kadra

### Sezon 2018/2019
| Nr | Imię i nazwisko     | Data ur. | Wzrost | Pozycja               |
| -- | ------------------- | -------- | ------ | --------------------- |
| 1  | Federico Gómez      | 1993     | 189    | przyjmujący           |
| 2  | Guilherme Hage      | 1988     | 200    | przyjmujący           |
| 4  | Sebastián Garrocq   | 1979     | 170    | libero                |
| 5  | Maximiliano Cavanna | 1988     | 184    | rozgrywający          |
| 6  | Mateo Bozikovich    | 1992     | 189    | rozgrywający          |
| 9  | Zbigniew Bartman    | 1987     | 198    | przyjmujący/atakujący |
| 10 | Nicolás Lazo        | 1995     | 192    | przyjmujący           |
| 11 | Liam Arreche        | 1997     | 194    | środkowy              |
| 12 | Nicolas Zerba       | 1999     | 200    | środkowy              |
| 14 | Federico Martina    | 1992     | 202    | środkowy              |
| 15 | Nikita Stulenkow    | 1991     | 205    | środkowy              |
| 17 | Matías Salvo        | 1991     | 173    | libero                |
| 18 | Martín Ramos        | 1991     | 197    | środkowy              |

### Sezon 2017/2018
| Nr | Imię i nazwisko     | Data ur. | Wzrost | Pozycja               |
| -- | ------------------- | -------- | ------ | --------------------- |
| 1  | Federico Gómez      | 1993     | 189    | przyjmujący           |
| 2  | Danijel Galić       | 1987     | 200    | przyjmujący           |
| 4  | Sebastián Garrocq   | 1979     | 170    | libero                |
| 5  | Maximiliano Cavanna | 1988     | 184    | rozgrywający          |
| 6  | Mateo Bozikovich    | 1992     | 189    | rozgrywający          |
| 7  | Nikołaj Uczikow     | 1986     | 206    | atakujący             |
| 9  | Zbigniew Bartman    | 1987     | 198    | przyjmujący/atakujący |
| 10 | Nicolás Lazo        | 1995     | 192    | przyjmujący           |
| 11 | Lucas Armesto       | 1984     | 199    | środkowy              |
| 13 | Manuel Leskiw Auer  | 1991     | 196    | atakujący             |
| 14 | Javier Filardi      | 1980     | 190    | przyjmujący           |
| 15 | David Lee           | 1982     | 203    | środkowy              |
| 17 | Matías Salvo        | 1991     | 173    | libero                |
| 18 | Martín Ramos        | 1991     | 197    | środkowy              |

### Sezon 2016/2017
| Nr | Imię i nazwisko     | Data ur. | Wzrost | Pozycja      |
| -- | ------------------- | -------- | ------ | ------------ |
| 1  | Pablo Guzmán        | 1988     | 193    | środkowy     |
| 2  | Gustavo Scholtis    | 1982     | 211    | przyjmujący  |
| 3  | Francisco Lloveras  | 1991     | 200    | środkowy     |
| 4  | Sebastián Garrocq   | 1979     | 170    | libero       |
| 5  | Valerio Vermiglio   | 1976     | 190    | rozgrywający |
| 6  | Mariano Vildósola   | 1991     | 190    | przyjmujący  |
| 7  | Nikołaj Uczikow     | 1986     | 206    | atakujący    |
| 8  | Gustavo Bonatto     | 1986     | 215    | środkowy     |
| 9  | Sebastián Brajkovic | 1982     | 192    | rozgrywający |
| 10 | Nicolás Lazo        | 1995     | 192    | przyjmujący  |
| 13 | Santiago Álvarez    | 1988     | 204    | atakujący    |
| 14 | Javier Filardi      | 1980     | 190    | przyjmujący  |
| 15 | Martín Kindgard     | 1986     | 196    | rozgrywający |
| 17 | Matías Salvo        | 1991     | 173    | libero       |
| 18 | Martín Ramos        | 1991     | 197    | środkowy     |
| 19 | Diego Almarcha      | 1996     | 178    | libero       |

### Sezon 2015/2016
| Nr | Imię i nazwisko     | Data ur. | Wzrost | Pozycja      |
| -- | ------------------- | -------- | ------ | ------------ |
| 1  | Pablo Guzmán        | 1988     | 193    | środkowy     |
| 4  | Sebastián Garrocq   | 1979     | 170    | libero       |
| 5  | Gustavo Molina      | 1981     | 200    | środkowy     |
| 6  | Mariano Vildosola   | 1991     | 190    | przyjmujący  |
| 7  | Nikołaj Uczikow     | 1986     | 206    | atakujący    |
| 8  | Axel Jacobsen       | 1984     | 196    | rozgrywający |
| 9  | Sebastián Brajkovic | 1982     | 192    | rozgrywający |
| 10 | Nicolás Lazo        | 1995     | 192    | przyjmujący  |
| 11 | Francisco Lloveras  | 1991     | 200    | środkowy     |
| 12 | Petar Krsmanović    | 1990     | 206    | środkowy     |
| 13 | Santiago Álvarez    | 1988     | 204    | atakujący    |
| 14 | Javier Filardi      | 1980     | 190    | przyjmujący  |
| 15 | Todor Aleksiew      | 1983     | 200    | przyjmujący  |
| 17 | Matías Salvo        | 1991     | 173    | libero       |
| 18 | Martín Ramos        | 1991     | 197    | środkowy     |

### Sezon 2014/2015
| Nr | Imię i nazwisko     | Data ur. | Wzrost | Pozycja      |
| -- | ------------------- | -------- | ------ | ------------ |
| 1  | Marcus Popp         | 1981     | 192    | przyjmujący  |
| 4  | Sebastián Garrocq   | 1979     | 170    | libero       |
| 5  | Gustavo Molina      | 1981     | 200    | środkowy     |
| 6  | Pablo Bengolea      | 1986     | 197    | przyjmujący  |
| 7  | Nikołaj Uczikow     | 1986     | 206    | atakujący    |
| 8  | Demián González     | 1983     | 192    | rozgrywający |
| 9  | Sebastián Brajkovic | 1982     | 192    | rozgrywający |
| 10 | Nicolás Lazo        | 1995     | 192    | przyjmujący  |
| 11 | Rodrigo Peres Lopes | 1981     | 192    | przyjmujący  |
| 13 | Santiago Álvarez    | 1988     | 204    | atakujący    |
| 14 | Javier Filardi      | 1980     | 190    | przyjmujący  |
| 15 | Valentin Zanotti    | 1986     | 199    | środkowy     |
| 16 | Ualas Martins       | 1982     | 204    | środkowy     |
| 17 | Matías Salvo        | 1991     | 173    | libero       |
| 18 | Martín Ramos        | 1991     | 197    | środkowy     |

### Sezon 2013/2014
| Nr | Imię i nazwisko          | Data ur. | Wzrost | Pozycja      |
| -- | ------------------------ | -------- | ------ | ------------ |
| 1  | Sebastián Fernández      | 1978     | 180    | rozgrywający |
| 2  | Lucas Tell               | 1986     | 200    | atakujący    |
| 3  | Francisco Lloveras       | 1991     | 200    | środkowy     |
| 4  | Sebastián Garrocq        | 1979     | 170    | libero       |
| 5  | Gustavo Molina           | 1981     | 200    | środkowy     |
| 7  | Théo Lopes               | 1983     | 200    | atakujący    |
| 8  | Demián González          | 1983     | 192    | rozgrywający |
| 9  | Bogdan Alexandru Olteanu | 1980     | 199    | przyjmujący  |
| 10 | Nicolás Lazo             | 1995     | 192    | przyjmujący  |
| 11 | Rodrigo Peres Lopes      | 1981     | 192    | przyjmujący  |
| 14 | Javier Filardi           | 1980     | 190    | przyjmujący  |
| 16 | José dos Santos Júnior   | 1987     | 207    | środkowy     |
| 17 | Matías Salvo             | 1991     | 173    | libero       |
| 18 | Martín Ramos             | 1991     | 197    | środkowy     |

### Sezon 2012/2013
| Nr | Imię i nazwisko          | Data ur. | Wzrost | Pozycja      |
| -- | ------------------------ | -------- | ------ | ------------ |
| 1  | Sebastián Fernández      | 1978     | 180    | rozgrywający |
| 2  | Lucas Tell               | 1986     | 200    | atakujący    |
| 3  | Francisco Lloveras       | 1991     | 200    | środkowy     |
| 4  | Sebastián Garrocq        | 1979     | 170    | libero       |
| 5  | Gustavo Molina           | 1981     | 200    | środkowy     |
| 6  | Pablo Bengolea           | 1986     | 197    | przyjmujący  |
| 7  | Evandro Guerra           | 1981     | 207    | atakujący    |
| 8  | Demián González          | 1983     | 192    | rozgrywający |
| 9  | Bogdan Alexandru Olteanu | 1980     | 199    | przyjmujący  |
| 11 | Rodrigo Peres Lopes      | 1981     | 192    | przyjmujący  |
| 14 | Darío Costa              | 1988     | 190    | przyjmujący  |
| 16 | José dos Santos Júnior   | 1987     | 207    | środkowy     |
| 17 | Matías Salvo             | 1991     | 173    | libero       |
| 18 | Martín Ramos             | 1991     | 197    | środkowy     |